# Zieleń paryska
Zieleń paryska, zieleń szwajnfurcka – organiczny związek chemiczny, sól podwójna kwasu octowego, kwasu metaarsenowego(III) i miedzi na +2 stopniu utlenienia. Jest to zielone krystaliczne ciało stałe, słabo rozpuszczalne w wodzie. W przeszłości stosowana jako pigment, insektycyd, np. przeciwko stonce ziemniaczanej (użycie w roku 1867), a także do konserwacji drewna, Ze względu na jej dużą toksyczność, przestała być używana w tych celach.

## Pigment
W malowidłach, zieleń paryska („Vert de Paris”) tworzy bogaty, ciemny odcień zieleni z domieszką niebieskiego. Stała się popularna w XIX wieku. Była również określana jako zieleń szmaragdowa ze względu na podobieństwo do koloru tego kamienia szlachetnego. Z powodu swojej toksyczności została stopniowo zastąpiona przez mniej trujące pigmenty np. zieleń ftalocyjaninową (C.I Phthalocyanine Green BS 7,PG 7 i C.I Phthalocyanine Green YS, PG 36) lub viridian (PG 15). Numer "Colour Index" dla zieleni paryskiej to 21, C.I Emerald Green 21, PG 21.